# 豆豆 (作家)
豆豆，本名李雪（1970年—），中国内地作家。为人低调，鲜少接受媒体采访或报道。
出版的作品有《背叛》、《遥远的救世主》和《天幕红尘》。其中《背叛》被改编成同名电视剧，《遥远的救世主》被改编成电视剧《天道》。

## 作品
- 《背叛》ISBN 9787501421695（05/2000  群众出版社 出版）
- 《遥远的救世主》ISBN 9787506331746（05/2005  作家出版社 出版）
- 《天幕红尘》ISBN 9787506368698（06/2013  作家出版社 出版）